# Gerichtsbezirk Frauenberg
Der Gerichtsbezirk Frauenberg (tschechisch: soudní okres Hluboká) war ein dem Bezirksgericht Frauenberg unterstehender Gerichtsbezirk im Kronland Böhmen. Er umfasste Gebiete im Süden Böhmens im Okres České Budějovice. Zentrum des Gerichtsbezirks war die Stadt Hluboká (deutsch: Frauenberg). Das Gebiet gehörte seit 1918 zur neu gegründeten Tschechoslowakei und ist seit 1991 Teil der Tschechischen Republik.

## Geschichte
Die ursprüngliche Patrimonialgerichtsbarkeit wurde im Kaisertum Österreich nach den Revolutionsjahren 1848/49 aufgehoben. An ihre Stelle traten die Bezirks-, Landes- und Oberlandesgerichte, die nach den Grundzügen des Justizministers geplant und deren Schaffung am 6. Juli 1849 von Kaiser Franz Joseph I. genehmigt wurde. Der Gerichtsbezirk Frauenberg gehörte zunächst zum Kreis Budweis und umfasste 1854 die 29 Katastralgemeinden Baurowitz, Břzehow, Burgholz, Cejkowic, Chlumetz, Chraskan, Dobřejic, Großzablat, Hartowitz, Hošin, Jaronic, Jaroslawic, Kočin, Lhotta praschiwa, Lhotta unterm Gebirg, Lischnitz, Littoradlic, Maleschic, Midlowar, Nakři, Pischtin, Plastowic, Podeřischt, Podhrad, Strachowic, Wolleschnik, Zbudai, Zirnau und Zliv. Der Gerichtsbezirk Frauenberg bildete im Zuge der Trennung der politischen von der judikativen Verwaltung ab 1868 gemeinsam mit den Gerichtsbezirken Budweis (Budějovice), Lischau (Lišov) und Schweinitz (Trhové Sviny) den Bezirk Budweis.
Im Gerichtsbezirk Frauenberg lebten 1869 16.041 Menschen, 1900 waren es 14.754 Personen. Der Gerichtsbezirk Frauenberg wies 1910 eine Bevölkerung von 15.594 Personen auf, von denen 15.512 Tschechisch und 76 Deutsch als Umgangssprache angaben. Im Gerichtsbezirk lebten zudem 6 Anderssprachige oder Staatsfremde.
Durch die Grenzbestimmungen des am 10. September 1919 abgeschlossenen Vertrages von Saint-Germain kam der Gerichtsbezirk Frauenberg vollständig zur neugegründeten Tschechoslowakei, wobei die Gerichtseinteilung bis 1938 im Wesentlichen bestehen blieb. Nach dem Münchner Abkommen wurde das Gebiet dem Protektorat Böhmen und Mähren zugeschlagen. Nach dem Zweiten Weltkrieg wurde das Gebiet Teil des Okres České Budějovice, zu dem es bis heute gehört. Nachdem die Bezirksbehörden im Zuge einer Verwaltungsreform 2003 ihre Verwaltungskompetenzen verloren, werden diese von den Gemeinden bzw. dem Jihočeský kraj wahrgenommen, zu dem das Gebiet um Hluboká nad Vltavou seit Beginn des 21. Jahrhunderts mit anderen Bezirken zusammengefasst wurde.

## Gerichtssprengel
Der Gerichtssprengel umfasste Ende 1914 die 29 Gemeinden Bavorovice (Baurowitz), Břehov (Brehow), Čejkovice (Čejkowitz), Česká Lhota (Böhmisch Lohta), Češnovice (Česchnowitz), Chlumec (Chlumetz), Chotýčany (Schmiedgraben), Dasný (Kronfellern), Dobřejice (Dobřejitz), Dříteň (Zirnau), Hluboká (Frauenberg), Hosín (Hosin), Hrdějovice (Hartowitz), Jaroslavice (Jaroslawitz), Jeznice (Jeznitz), Lišnice (Lischnitz), Munice (Munitz), Mydlovary (Mydlowar), Nakři (Nakři), Nová Ves (Neudorf), Olešník (Woleschnik), Opatovice (Opatowitz), Pištín (Pischtin), Plástovice (Plastowitz), Purkarec (Burgholz), Velice (Welitz), Vlhavy (Wyhlaw), Zbudov (Zbudau) und Zliv (Zliw).